# Louis de Santangel
Louis de Santángel (ou Luis de Santángel ou de Santander, ou Louis de Saint-Ange ou Saintange) (né v. 1435 et mort à Valence en 1498), est un juif baptisé, soit nouveau chrétien (« converso ») et marrane (portant le même nom que ses père et grand-père) qui fut le trésorier d'Aragon et le ministre le plus proche des Rois catholiques. 
Il soutient personnellement Christophe Colomb et c'est par son intermédiaire qu'Isabelle de Castille accepte de financer une partie du premier voyage de Colomb. Par la suite, il sert d'intermédiaire dans la correspondance officielle entre les Rois catholiques et le navigateur.

## Famille et fonction
Luis de Santángel est probablement le petit-fils de Azarias Chinillo de Calatayud, Juif converti au christianisme à la suite de la disputation de Tortosa, en 1414, en ayant alors changé son nom en Luis de Santángel, patronyme fréquent ; son père porta également le même nom. Toutefois, les chercheurs hésitent sur sa deuxième ou troisième position après la conversion probablement forcée de son aïeul Azarias. Il peut être descendant de Noha Chinillos (Giniello en génois), de la famille d'Azarias établie à Saragosse.
Après cette conversion, la famille Santángel commence à prospérer économiquement et son statut s'améliore puisque les trois Santángel ont servi la couronne royale espagnole.
Le petit-fils éponyme (1435-1498) occupe plusieurs postes à responsabilité croissante à la cour de Ferdinand d'Aragon, comme percepteur des impôts du Trésor royal, avant de devenir contrôleur général des finances (Escribano de Ración) de la maison royale, en 1481, poste occupé jusqu'à sa mort,.

## Financement du voyage de Christophe Colomb
En 1486, le petit-fils Santángel rencontre et est favorablement impressionné par les projets de Christophe Colomb, le marin d'origine génoise.
La même année, on présente le plan de Colomb à Ferdinand et Isabelle, et après consultation auprès de conseillers et de savants, ils rejettent ce projet. Afin de garder Colomb en Espagne et d'éviter ainsi de donner son idée à un autre monarque, Ferdinand et Isabelle lui présentent une rente de 12 000 maravedis (environ 840$)[réf. nécessaire] et en 1489, lui fournissent un document qu'il pourrait utiliser pour obtenir de la nourriture et un hébergement dans toutes les villes d'Espagne.
Quand Christophe Colomb fut las du traitement qu'il recevait de la part de la royauté espagnole, il commença à prendre des dispositions pour son voyage à la cour du roi de France, Charles VIII, en janvier 1492. C'est à ce moment que Louis de Santángel intervint au nom de Colomb pour persuader la reine Isabelle du bienfondé de cette expédition et la convaincre par la perspective de la conversion au christianisme de l'Asie et que faire le voyage valait le risque, outre les opportunités commerciales importantes. 
Toujours est-il que nous lisons dans le livre Les conquistadors espagnols que « peu à peu, Colomb s'assura l'appui d'autres dignitaires de la cour, en particulier de Santángel, Valencien d'origine juive, trésorier associé de la Sainte-Hermandad, contrôleur et agent comptable de la maison royale, fonctions qui lui donnaient un contact étroit avec la reine. Santangel avait aussi servi Ferdinand dans plusieurs affaires financières, prêts d'argent compris ». De plus, il avait également affermé les douanes maritimes.
Il ressort de l'ouvrage de Serrano y Sanz que Santángel ne sortit pas l'argent de sa bourse, mais plutôt que la partie manquante « fut prise dans les caisses de la Sainte-Hermandad ». Selon d'autres sources, Santangel proposa de prêter à la couronne 17 000 ducats (1 140 000 maravedis) de son propre argent, et sans intérêt,,.

### Première lettre de Colomb
Colomb navigua en août 1492 et écrivit sa première lettre le 18 février 1493, à Luis de Santángel, où il lui narre ses voyages (à Cuba et à Hispaniola). Très rapidement, cette lettre est traduite de l'espagnol original au latin, langue dans laquelle elle est diffusée à travers l'Europe,.

## Inquisition espagnole

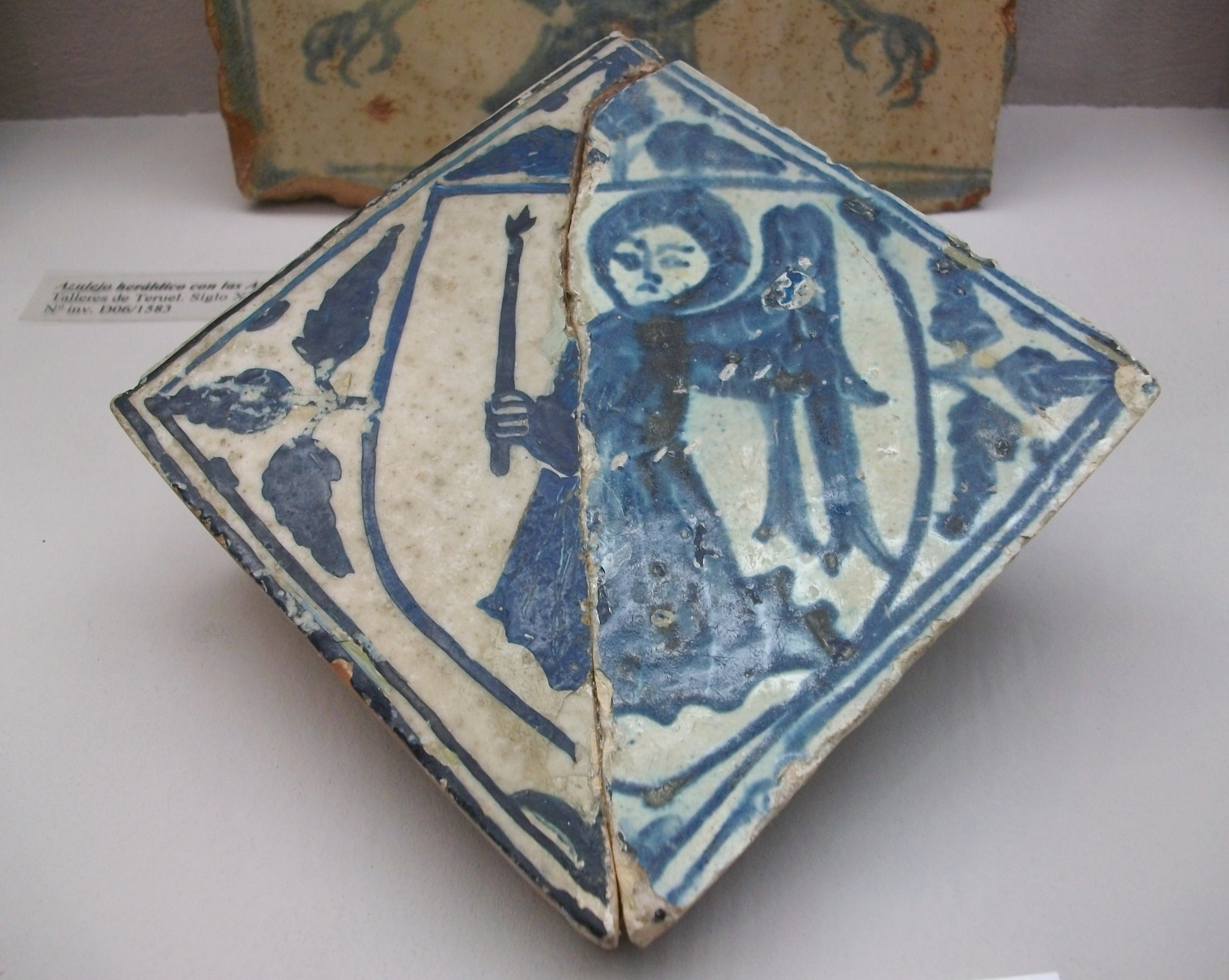
Carrelage héraldique de la famille Santàngel, Valence,

La famille de Santángel fut persécutée pendant l'Inquisition espagnole. Un cousin plus âgé et homonyme, fut brûlé ou décapité lors de l'inquisition. En raison de son service à l'Espagne, le 30 mai 1497, Ferdinand proclama par un décret royal que Louis de Santangel et sa famille, présente et future, devaient être protégés de l'Inquisition. Cette garantie d'immunité est d'autant plus remarquable que des parents de cette famille avaient été impliqués dans l'assassinat de l'inquisiteur d'Aragon, Pedro de Arbués, en 1485.
Sa position à la Cour permit à Santángel d'aider ses coreligionnaires converses accusés d'hérésie,. Il aurait également loué des vaisseaux pour transporter dans leurs nouveaux pays d'exil des Juifs expulsés d'Espagne en 1492,. 

## Après sa mort
À sa mort en 1498, son poste de contrôleur général est occupé par son frère Jaime et son fils Fernando. 
En 1987, un congrès international, organisé à Valence et réuni autour du thème de « Luis de Santángel et son temps », avait tenté d'en savoir plus sur la vie de ce trésorier mais à son issue, les débats et les recherches sur sa biographie restent ouverts.